# Stemmen i mit liv
"Stemmen i mit liv" var Danmarks bidrag till Eurovision Song Contest 1997, och sjöngs på danska av Kølig Kaj.
Låten startade som nummer 21 ut den kvällen, efter Rysslands Alla Pugacheva med "Primadonna" och före Frankrikes Fanny med "Sentiments songes". När omröstningen var över, hade den skrapat ihop 25 poäng, och placerat sig på 16:e plats.
En parodi spelades in av sartiriska gruppen "Farlig Fredag". 